# 短梗菝葜
短梗菝葜（学名：Smilax scobinicaulis），为百合科菝葜属下的一个植物种。